# Коньерс, Джон (умер в 1490)
Джон Коньерс (англ. John Conyers; умер 14 марта 1490) — английский рыцарь, участник Войн Алой и Белой розы. Кавалер ордена Подвязки.

## Биография
Джон Коньерс принадлежал к богатому рыцарскому роду, представители которого владели землями в Йоркшире с главной резиденцией в замке Хорнби. Он был сыном Кристофера Коньерса и Элен Рилстоун. В Войнах Алой и Белой розы Коньерс участвовал в составе свиты Невиллов — сначала графа Солсбери, позже графа Уорика, которые за это платили ему ренту. На первом этапе войны Невиллы были союзниками Йорков, и сэр Джон под их началом сражался при Блор-Хиф в 1459 году. В 1469 году Коньерс вслед за своими покровителями перешёл на сторону Ланкастеров. Он поддержал восстание Робина из Ридсдейла в Йоркшире и принял участие в битве при Эджкот-Мур, где йоркисты были разбиты, но погиб старший сын Джона. В историографии существует гипотеза, что под именем Робина из Ридсдейла скрывался сам Коньерс или его сын.
В марте 1470 года Коньерс подчинился королю Эдуарду IV из Йоркской династии. В последующие мирные годы он выполнял обязанности мирового судьи в северной части Йоркшира, служил брату короля Ричарду Глостерскому, который платил ему 20 фунтов в год. Заняв престол, Ричард сделал сэра Джона рыцарем тела короля с годовой рентой в 200 марок и кавалером ордена Подвязки. Предположительно Коньерс сражался на стороне Ричарда при Босворте 22 августа 1485 года, но уцелел и уже в следующем году был преданным сторонником Генриха VII Тюдора. В феврале 1486 года он получил от нового короля поместье в Ричмондшире за верную службу, а в мае того же года, во время восстания Стаффорда и Ловела, решительно поддержал корону, благодаря чему мятежники были быстро разбиты.
Сэр Джон был женат на Марджори Дарси, дочери Филиппа Дарси, 6-го барона Дарси из Найта, и Элеаноры Фицхью. В этом браке родились сыновья Джон (умер в 1469) и Ричард. Наследником Джона-старшего стал внук Уильям.